# 함창읍
함창읍(咸昌邑, Hamchang-eup)은 대한민국 경상북도 상주시에 있는 읍이다.

## 유래
옛 왕도의 성산인 재악, 대가산, 숭덕산, 오봉산, 봉황대, 태봉, 덕봉, 막구리산등이 사방을 에워싸고 있어 광할하고 비옥한 평야를 펼치고 야산과 구릉과 독산들이 알맞게 배치되어 풍요롭고 평화스러운 마을을 이루었다. 조선시대에 함창현이었고, 1895년 함창군이 되었다가 1914년 상주군에 편입되어 상주군 함창면이 되었고 1980년 읍으로 승격되었다.

### 역사
- 마한 지배 아래 있었으나 서라벌이 마한에서 독립할 때 호로국(戶집 호, 지게 호路 길 로 國)이란 이름으로 마한의 영향력에서 벗어나 서라벌과 함께 진한 연맹을 형성했다.
- 삼국시대

여섯가야 중 하나인 고령가야의 도읍지
- 신라시대 고동람군(古冬欖郡) 또는 고릉(古陵),
- 고녕(古寧)에 속하였다가 고려 함녕군(咸寧郡, 964년) 상주목에 속한(1018년) 뒤 함창으로 고쳐졌다.
- 조선시대에 함창현(咸昌縣, 1413년) 함창군(咸昌郡, 1895년)
- 1914년 4월 상주군 함창면으로 행정구역이 개편
- 1980년 12월 1일 상주군 함창면과 함창읍으로 승격[1]
- 1995년 1월 1일 도농복합시 출범, 상주시 함창읍으로 편입.

## 지리·경제·교통·문화
상주시 동북쪽에 위치한다. 사벌국면·이안면·공검면과 접하며, 동북쪽으로 문경시와 시계를 이루고 있다. 경북선 철도가 읍을 관통하며 함창역이 있으며, 국도 제3호선이 통과하며, 함창버스정류장이 있지만 점촌시외고속버스터미널의 교통이 더욱 편리하다. 중부내륙고속도로(고속국도 제45호선)의 점촌함창 나들목이 있다. 읍은 문경시 중심가(옛 점촌읍 지역)와 바로 인접해 있어 사회·경제적으로는 상주시 중심가보다 문경시 중심가와의 왕래가 더 많은 편이다. 평야가 넓게 분포하여 예로부터 쌀 재배가 활발하고, 상주농공단지가 조성되어 수십개의 공장이 들어서 있다.

## 법정동
- 교촌리
- 구향리
- 금곡리
- 나한리
- 대조리
- 덕통리
- 신덕리
- 신흥리
- 오동리
- 오사리
- 윤직리
- 증촌리
- 척동리
- 태봉리
- 하갈리

## 주요 시설
- 상주경찰서 함창지구대
- 함창119안전센터
- 함창농협

## 학교
- 함창초등학교 (구향리)
  - 영동분교 (폐교) - 태봉1길 32-5 (태봉리)
- 용곡초등학교 (폐교) - 신흥3길 1 (신흥리)
- 함창중앙초등학교 (구향리)
- 함창중학교 (증촌리)
- 상지여자중학교 (오동리)
- 함창고등학교 (증촌리)
- 상지미래경영고등학교 (오동리)

## 역대 읍장
- 1대 김학범 (1979년 2월 28일 ~ 1980년 11월 30일)
- 2대 서운석 (1983년 2월 18일 ~ 1983년 12월 31일)
- 3대 김자상 (1984년 1월 1일 ~ 1985년 8월 12일)
- 4대 김정동 (1985년 8월 13일 ~ 1990년 4월 6일)
- 5대 김상문 (1990년 4월 7일 ~ 1993년 6월 30일)
- 6대 이영희 (1993년 7월 1일 ~ 1996년 2월 23일)
- 7대 송동환 (1996년 2월 24일 ~ 1998년 3월 4일)
- 8대 김성돈 (1998년 3월 5일 ~ 1999년 1월 7일)
- 9대 김태재 (1999년 1월 8일 ~ 2000년 2월 18일)
- 10대 오정록 (2000년 2월 19일 ~ 2002년 8월 4일)
- 11대 남창희 (2002년 8월 5일 ~ 2004년 8월 29일)
- 12대 홍재호 (2004년 8월 30일 ~ 2006년 12월 31일)
- 13대 이세근 (2006년 2월 28일 ~ 2009년 2월 10일)
- 14대 김광휘 (2009년 2월 11일 ~ 2009년 8월 10일)
- 15대 성봉제 (2009년 8월 11일 ~ 2010년 8월 15일)
- 16대 이상국 (2010년 8월 16일 ~ 2011년 7월 6일)
- 17대 신봉철 (2011년 7월 20일 ~ 2012년 7월 8일)
- 18대 전홍근 (2012년 7월 9일 ~ 2014년 7월 13일)
- 19대 이주환 (2014년 7월 14일 ~ 2015년 12월 31일)
- 20대 최동환 (2016년 1월 1일 ~ 2017년 6월 30일)
- 21대 박동희 (2017년 7월 1일 ~ 2018년 9월 16일)
- 22대 하상섭 (2018년 1월 1일 ~ 2019년 10월 22일)
- 23대 신동희 (2019년 10월 23일 ~ 2020년 12월 31일)
- 24대 이양희 (2021년 1월 1일 ~ 2022년 12월 31일)
- 25대 서동주 (2023년 1월 1일 ~ 2023년 12월 31일)
- 26대 문준하 (2024년 1월 1일 ~ 현재)